# Otto Karhi
Otto Karhi (Oulu, 17 d'abril de 1876 - 7 de juny de 1966) fou un polític finlandès.
Karhi va ser el primer president del Partit del Centre de 1906 a 1909. Fou membre del Parlament de Finlàndia de 1907 a 1913. El parc Otto Karhi d'Oulu duu el seu nom.